# El ojo que llora
El ojo que llora es un memorial peruano inaugurado en 2005 que nació como una iniciativa privada diseñada para honrar a los miles de víctimas por terrorismo, tanto de organizaciones armadas como por represión gubernamental como resultado del conflicto armado interno, para fortalecer la memoria colectiva de todos los peruanos y para promover la paz y la reconciliación en el país.
Este monumento forma parte de un proyecto inconcluso más grande, llamado Alameda de la Memoria, que incorporaría otras piezas de arte, grandes extensiones de áreas verdes y una instalación permanente para el Museo de la Memoria-Yuyanapaq. 
El monumento incluye los nombres de civiles, policías y militares asesinados y desaparecidos, excluyendo a los militantes de los grupos armados involucrados. En 2022 fue declarado Patrimonio Cultural de la Nación.

## Descripción

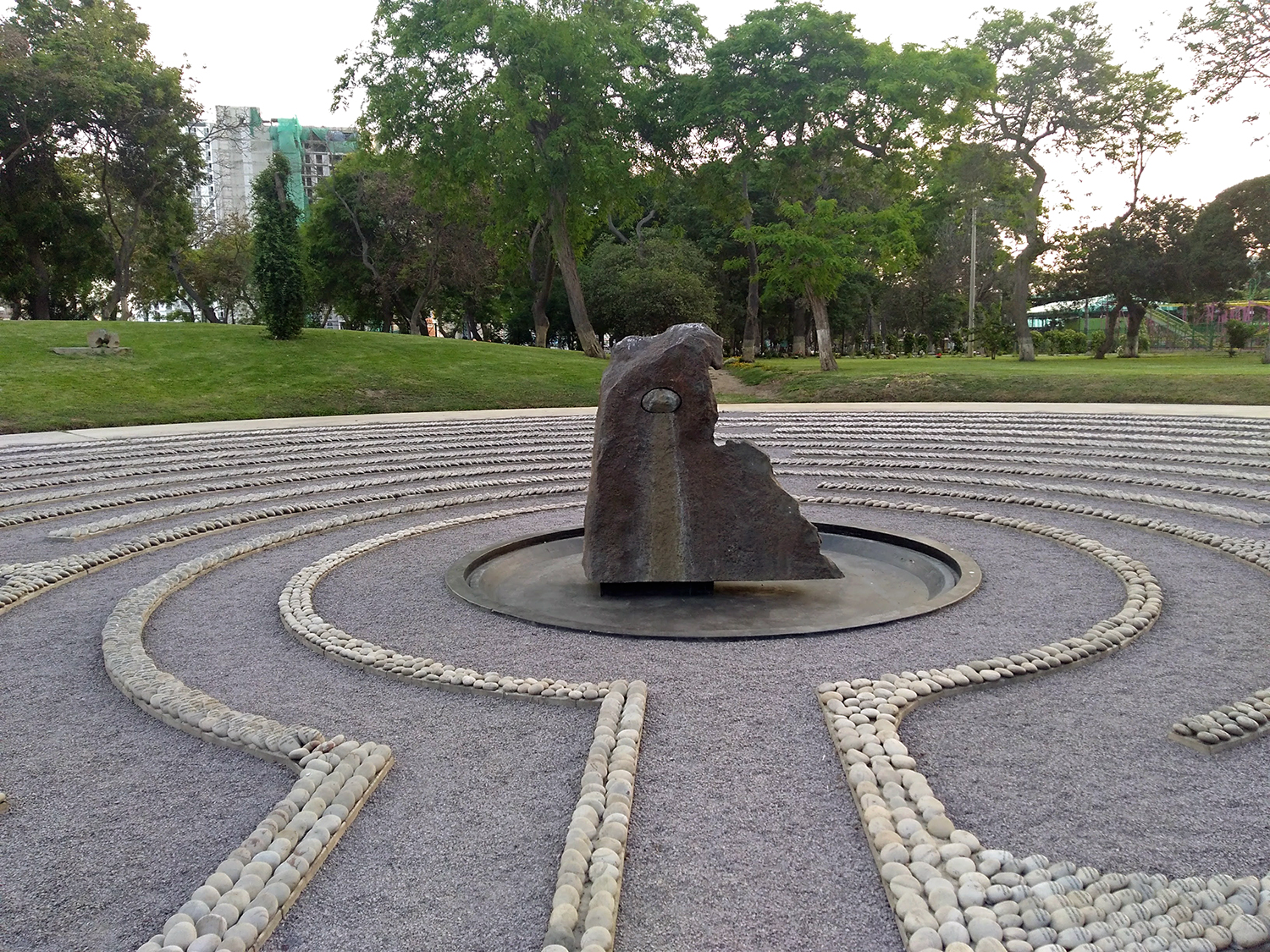
Monolito central del memorial.

El memorial El ojo que llora está ubicado en un espacio de 400 metros cuadrados en el Campo de Marte, un parque público del distrito limeño de Jesús María.
Después de visitar la exposición de Yuyanapaq, que narra los más de veinte años de conflicto armado interno en Perú a través de fotografías, Lika Mutal se sintió inspirada. Trabajando principalmente con piedra, Mutal regresó a su estudio, donde dice que al ver la piedra, la frase "El ojo que llora" se formó en su cabeza. Después de este momento, decidió trabajar en este proyecto, el cual fue financiado a través de patrocinadores privados y donaciones.
El monumento se encuentra en medio de un laberinto de once círculos concéntricos compuesto por decenas de miles de cantos rodados. Cada roca individual está inscrita con un nombre, edad y año de muerte de una víctima de las décadas de conflicto interno en el Perú. La lista de nombres fue proporcionada por la Comisión de la Verdad y Reconciliación y el informe Los peruanos que faltan: lista preliminar de personas desaparecidas por la violencia política 1980-2000 de la Defensoría del Pueblo. La escultura central es representativa de la Pachamama, que en quechua significa Madre Tierra. En el centro de la escultura, una pequeña piedra que toma la forma de un ojo continuamente brota agua. Mutal descubrió esta piedra negra cerca de un cementerio precolombino en la bahía de Paracas.

## Historia
El memorial El ojo que llora fue conceptualizado y ejecutado por la artista neerlandesa Lika Mutal, y fue inaugurado el 28 de agosto de 2005.
El memorial se construyó principalmente como una forma de conmemorar a las aproximadamente 70 000 víctimas de la violencia cometida tanto por el estado peruano como por los grupos extremistas que lucharon contra el Estado y todos aquellos que se oponían a sus ideologías. La principal organización armada fue Sendero Luminoso, un grupo de inspiración maoísta cuya tendencia ideológica era el llamado «Pensamiento Gonzalo». Las fuerzas armadas del Gobierno solo aumentaron la violencia al intentar neutralizar este grupo. La mayoría de los crímenes, que tuvieron lugar en un lapso de veinte años (1980-2000) permanecieron ocultos hasta que la Comisión de la Verdad y Reconciliación (CVR) los hizo públicos mediante su informe final. Después de que el presidente Alberto Fujimori huyó del país en el año 2000, los comités de derechos humanos y la CVR comenzaron el proceso de reconciliación de los delitos que se habían ocurrido.
Fue declarado Patrimonio Cultural por el Ministerio de Cultura en 2013. En 2022 fue declarado Patrimonio Cultural de la Nación por el mismo ministerio.

### El papel de la Comisión de la Verdad y Reconciliación
La CVR presentó un informe público en 2003 en el que se reflejan los crímenes ocurridos durante esas dos décadas, y los fallos presionaron al Gobierno peruano para conmemorar a todas las víctimas. El extenso informe de la CVR señaló que durante esas dos décadas de violencia, 69 280 personas murieron o desaparecieron, aproximadamente 600 000 se convirtieron en refugiados internos y 40 000 niños quedaron huérfanos. La Comisión también informó que la mayoría de las víctimas de los delitos eran indígenas que vivían en la coordillera de los Andes peruanos. El informe indicó que tres de cada cuatro víctimas de los crímenes fueron indígenas, aproximadamente el 85 por ciento de todas las víctimas. El hecho de que los indígenas estuvieran entre uno de los grupos más marginados de la sociedad y que vivieran en tierras altas lejos de las principales ciudades hizo que los crímenes de los senderistas y los oficiales militares no fueran denunciados. Su marginación y su aislamiento hicieron que este grupo altamente victimizado se mantuviera en silencio y no tuvieran poder contra Sendero o las fuerzas gubernamentales.
La evidencia de la corrupción del gobierno de Fujimori, que incluyeron el chantaje, los sobornos y la manipulación de votos, lo llevó a huir a Japón en el año 2000. Tras ello se inició una investigación sobre su administración dirigida por el presidente Alejandro Toledo. Las organizaciones de derechos humanos instaron al gobierno peruano a formar la Comisión de la Verdad y  Reconciliación (CVR), que investigaría la violencia política, las violaciones de los derechos humanos y la corrupción gubernamental que había afectado al Perú desde la década de 1980 y durante los mandatos presidenciales de Fujimori. Cuando la CVR publicó su informe final en agosto de 2003, recomendó que para ayudar en el proceso de reconciliación se deben crear monumentos para rendir homenaje a las muchas víctimas de la violencia política en Perú. 
En 2004, se designó el Campo de Marte en el distrito de Jesús María como la ubicación para el proyecto Alameda de La Memoria, que daría un lugar real a las muchas voces marginadas que fueron silenciadas y victimizadas durante los años del conflicto peruano, y proporcionaría un espacio para contemplar y recordar, no solo para las víctimas y sus familias, sino también para la población peruana en general. Este proyecto incluiría el memorial El ojo que llora.

## Controversias

### Inclusión de senderistas entre los nombres de las víctimas

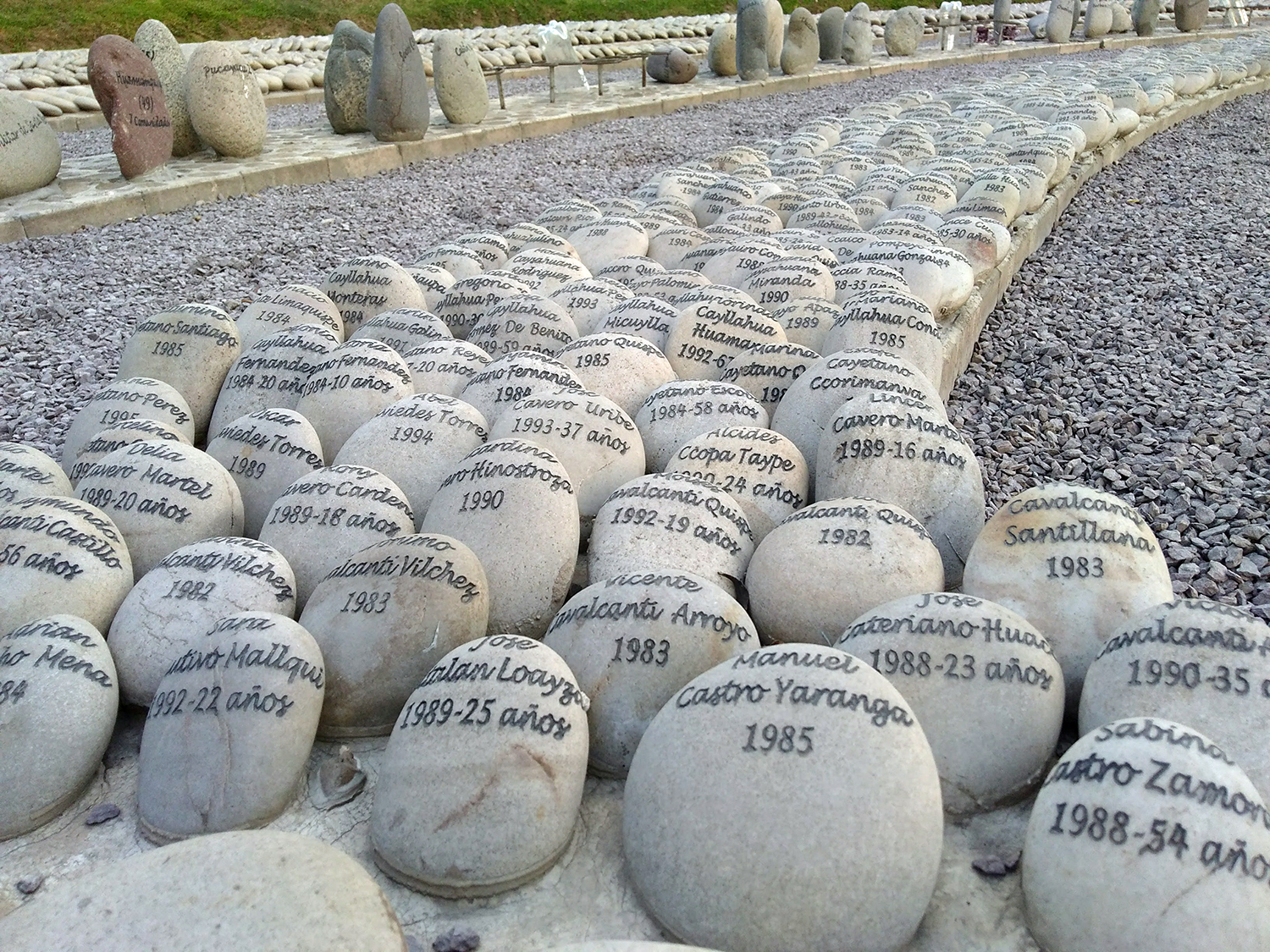
Nombres de varias víctimas entre civiles y miembros de Sendero Luminoso ejecutados extrajudicialmente durante el gobierno de Alberto Fujimori.

Cuando Lika Mutal comenzó a trabajar en la creación del monumento, la CVR le proporcionó una lista de 32.000 nombres de personas que fueron consideradas víctimas de violencia. Desconocido para ella, la lista de nombres que recibió no solo incluía a los miles de víctimas civiles del conflicto armado peruano, sino también los nombres de 41 senderistas que fueron asesinados en el penal Castro Castro durante un motín y la posterior redada militar en mayo de 1992.
Desde la perspectiva de las leyes internacionales de derechos humanos, los "asesinados extrajudicialmente, incluidos los delincuentes condenados" se consideran víctimas. Sin embargo, desde el punto de vista de la mayoría de la población peruana, los miembros de Sendero Luminoso son terroristas responsables de la mayoría de las muertes en el Perú durante los años de violencia de las décadas de 1980 y 1990.
Cuando Mutal completó el memorial en 2005, no se generó ninguna controversia importante, ya que tanto la artista como la población peruana no conocían la inclusión de los nombres de los senderistas escritos en la piedra. En noviembre de 2006, una sentencia de la Corte Interamericana de Derechos Humanos basada en las investigaciones de la redada en la prisión de Castro Castro y las muertes de los 41 reclusos, declaró que estas muertes eran una violación de los derechos humanos. Después de ser acusado de violaciones a los derechos humanos, se instruyó al estado peruano para que reparase a las familias de las víctimas de Castro Castro y ofreciese un reconocimiento público y una ceremonia que honrase su memoria y a las familias de aquellos cuyos derechos humanos fueron violados en la redada de Castro Castro. Además, el fallo de la Corte Interamericana estableció que los nombres de estas víctimas debían incluirse en el monumento en el próximo año.
Cuando se conocieron los fallos de la Corte Interamericana en 2006, el público y la prensa expresaron su indignación. Si bien los prisioneros de Castro Castro habían sufrido violaciones de derechos humanos, todavía eran considerados "terroristas" por la mayoría del público y la prensa peruana. La idea de que las víctimas y los nombres de "sus perpetradores" se combinarían en un monumento que simbolizaba la reconciliación y un lugar donde los miembros de la familia llorarían a sus fallecidos era algo que el público peruano no estaba dispuesto a apoyar. Sin embargo, lo irónico fue que los nombres de las víctimas de la prisión de Castro Castro ya se habían incluido en El ojo que llora desde 2005. La prensa peruana tardó más de un año en darse cuenta de ello, y fue solo por el fallo de la Corte Interamericana que se sacó a la luz el tema en sí. Las diferentes opiniones con respecto a El ojo que llora detuvieron la finalización de la Alameda de la Memoria, que si se hubiera realizado habría sido una instalación de tres partes. Tras la polémica se planteó la demolición de la instalación escultórica.
En una entrevista realizada por El Comercio, a Lika Mutal se le preguntó si incluiría los nombres de las 41 víctimas asesinadas en la redada de la prisión de Castro Castro en su monumento. Ella respondió diciendo: 

No podría. Ellos fueron criminales, asesinados al margen de un Estado de derecho, pero criminales al fin. Si hay que otorgar una reparación a sus familiares, esta puede orientarse a remediar lo que ellos dañaron.

Cuando se descubrió que los nombres de los terroristas habían sido incluidos en el monumento, Mutal respondió en una entrevista con La República diciendo que no sabía que los nombres de terroristas estaban incluidos en las piedras. Dijo que la lista que le dio la CVR estaba marcada como el registro que incluía a todas las víctimas.

### Actos de vandalismo
En septiembre de 2007, Alberto Fujimori fue capturado en Chile y extraditado a Perú, donde sería juzgado por las violaciones de los derechos humanos y la corrupción que se produjeron durante su mandato presidencial. El día después de que Fujimori llegó a Lima, un grupo de personas, que ingresaron al recinto a punta de pistola y maniatando al vigilante de seguridad, destrozó el memorial al remover piedras y verter pintura naranja en la piedra central, y luego ensuciaron el monumento con latas de pintura. Se cree que los miembros del grupo responsables de este acto de vandalismo eran simpatizantes del gobierno de Alberto Fujimori, no solo por la proximidad de la llegada del exmandatario y el ataque, sino porque el color naranja es un color vinculado al fujimorismo. Una de las simpatizantes fue Martha Chávez, quien apoyó tales actos vandálicos.
Unos días más tarde, en octubre del mismo año, unos 500 fujimoristas acompañados de los congresistas Carlos Raffo y Kenji Fujimori, ingresaron sin permiso y marchando por la zona del monumento en el Campo de Marte, ocasionando daños al laberinto retirando piedras. A partir de entonces el ingreso al monumento ha sido restringido por parte del municipio de Jesús María.
En 2008, tras un mitin a favor del expresidente Fujimori, los fujimoristas José Contreras y Patricia Vásquez encabezaron un ataque contra el monumento y las personas que se encontraban reunidas celebrando un acto de la CVR.
En 2009, la piedra negra del monumento (el ojo) sufrió graves daños al ser arrancada de su nicho. El acto de vandalismo sucedió a pocos días del discurso de defensa de Fujimori ante el tribunal que le juzga por las masacres de Barrios Altos y La Cantuta.
En septiembre de 2014 el memorial sufrió otro ataque, siendo arrancadas varias piedras e inutlizados algunos quemadores. Los actos de vandalismo y destrozo responden a la irritación que causa el monumento a sectores conservadores y a simpatizantes del fujimorismo y del ámbito castrense que ven al espacio artístico como una obra a favor del terrorismo.Dos nuevos ataques fueron registrados en febrero de 2017 y en marzo de 2018, con el mismo modus operandi: remoción de piedras y daños al monolito central.
En el año 2024, se han presentado dos iniciativas por parte de la Municipalidad de Lima y el Congreso de la República para retirarle al monumento su condición de "patrimonio cultural de la nación" otorgado por el Ministerio de Cultura en el año 2022.Esta condición no solo garantiza el derecho de los ciudadanos a su disfrute, sino además obliga a los estados a garantizar la protección y el respeto irrestricto de los mismos.El retiro de la condición de patrimonio cultural de la nación por parte del Ministerio de Cultura, permitiría a la Municipalidad de Lima la destrucción del memorial para construir en su lugar "áreas deportivas o recreativas”.

## Usos
Este monumento captura toda la pérdida y el sufrimiento de las personas afectadas por los crímenes. Para los supervivientes, y familiares y amigos de las víctimas, el monumento es el único lugar donde pueden llorar y recordar a sus seres queridos.
Muchos dolientes acuden al memorial y dejan flores junto a la piedra con el nombre de su ser querido desaparecido como una forma de complementar el hecho de que su cuerpo nunca fue recuperado. Tener este lugar común y público para recordar se ha convertido en una forma importante de mantener viva la memoria. El sitio es una manera para que los ciudadanos peruanos intenten reconciliar todos los delitos cometidos. 
Además de tener un sitio donde llorar a sus muertos, el memorial sirvió como una manera de mostrar públicamente la violenta y complicada historia de Perú.
El sitio conmemorativo también tiene eventos anuales, como una ceremonia en el Día de Todos los Santos, además de servir como lugar de ceremonias de oración budistas, y de representaciones artísticas vinculadas a la memoria de las víctimas. El fallo de la Corte interamericana y la posterior controversia han llevado a un aumento en la popularidad y visitas al sitio conmemorativo.

### Monumento conmemorativo LGBT
El ojo que llora también es un monumento que conmemora los crímenes de odio contra las minorías sexuales en el Perú. Una de las piedras lleva la inscripción "Las Gardenias" en referencia a La noche de las gardenias, el asesinato en 1989 de ocho personas LGBT a manos del MRTA, la masacre más grande contra el colectivo en territorio peruano. Cada 31 de mayo, fecha de la masacre y por ello Día Nacional de Lucha contra la Violencia y Crímenes de Odio hacia Lesbianas, Trans, Gays y Bisexuales, se realizan una romería y actos conmemorativos y de protesta en el monumento.